# جزيرة هرمز
هُرْمُز هي جزيرة تقع في الخليج العربي تبعد عن مدينة بندر عباس حوالي ثمانية كيلومترات.

## تاريخيًا
كانت تسمى موغ ستان وتقابلها في البحر هرمز الجديدة ومدينتها تسمى جرون، وهي مدينة حسنة كبيرة، لها أسواق حافلة، وهي مرسى الهند والسند، ومنها تحمل سلع الهند إلى العراق وفارس وخراسان مرسى الهند والسند، بحسب ما ذكره ابن بطوطة في القرن الثالث عشر الهجري في رحلته الشهيرة. وبعد الاستيلاء على جزيرة هرمز من قبل الدولة الصفوية، أجبر عباس الأول الصفوي السكان المسيحيين المحليين على اعتناق المذهب الجعفري.

## معرض صور

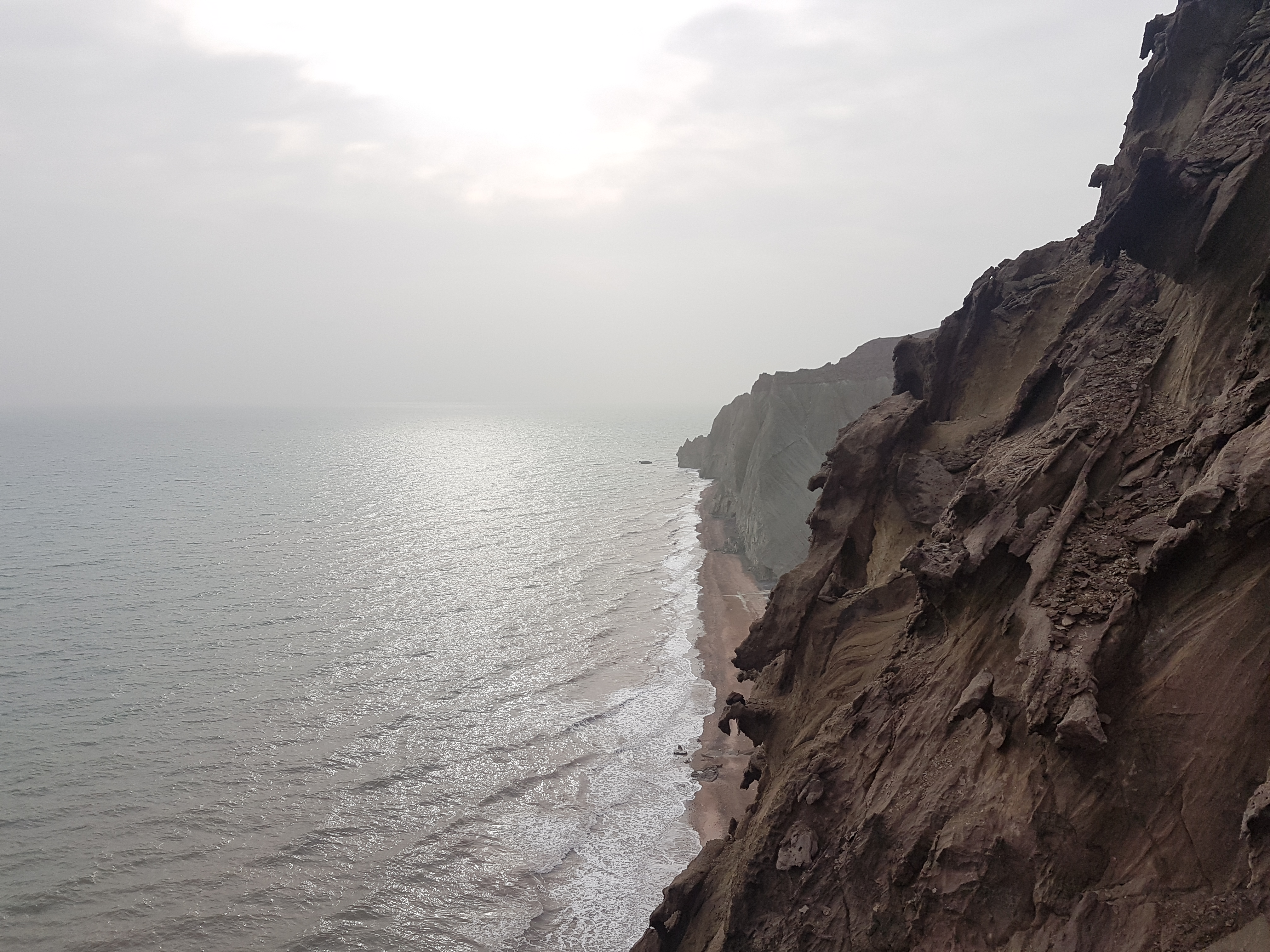
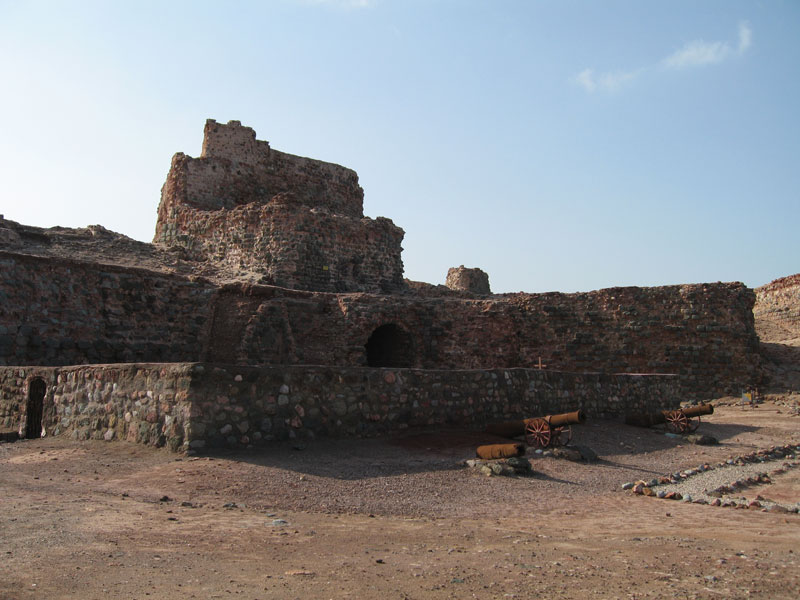
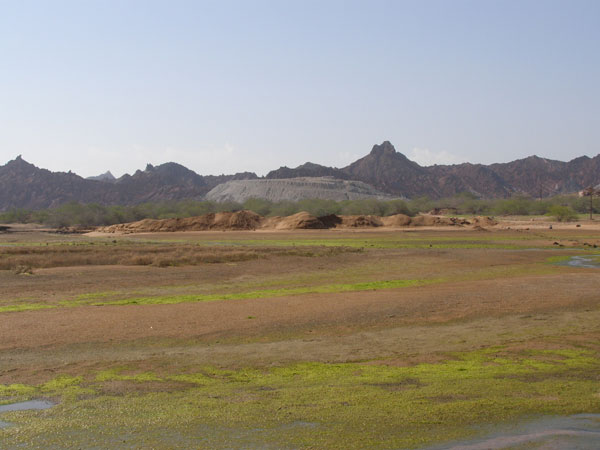
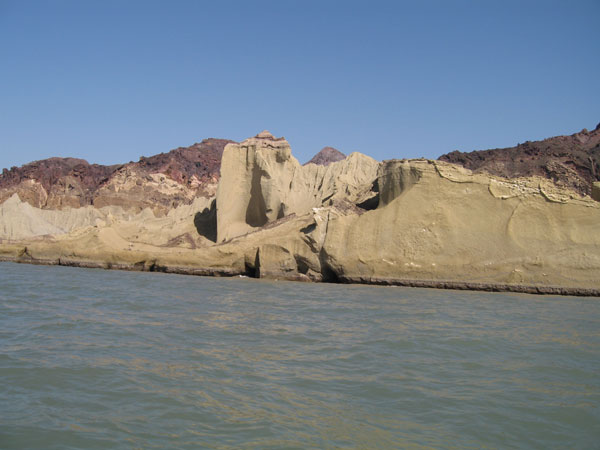